# Мохамад, Юссеф
Мохамад Юссеф (араб. يوسف واصف محمد‎; 1 июля 1980, Бейрут, Ливан) — ливанский футболист, защитник. Ранее играл в Германии, выступал за «Фрайбург» и «Кёльн». Юссеф — один из самых успешных ливанских футболистов, он был капитаном «Кёльна», выступавшего в это время в немецкой Бундеслиге.

## Клубная карьера
Мохамад начал свою карьеру футболиста в клубе «Сафа», пробившись в основную команду через юношеские. В 2002 году он перешёл в «Олимпик Бейрут», клуб основанный в 2000 году. Мохамад выиграл с ним ливанскую Премьер-Лигу и кубок страны в 2003 году.
Мохамад перебрался в немецкий «Фрайбург» в 2004 году. Он забил свой первый гол за Фрайбург, при этом сделав в итоге дубль, в ничейном матче (3-3) против «Грейтер Фюрта» 22 сентября 2006 года. Он перешёл во «Фрайбург» по рекомендации его товарища по сборной Ливана Роды Антара. Фрайбург вылетел во Вторую Бундеслигу и Мохамад играл за него пока не перешёл вместе с Родой Антарой в «Кёльн».
Мохамад присоединился к команде «Кёльн» 17 июля 2007 года. Кёльн добился права играть в Первой Бундеслиге по итогам сезона 2008/2009 во многом благодаря труду 2 ливанских футболистов.
В сезоне 2009/10 он забил гол в захватывающем матче против дортмундской «Боруссии» (2-2).
В январе 2010 года главный тренер «Кёльна» Звонимир Сольдо сообщил о том, что новым капитаном команды станет Юссеф Мохамад.
Ему понадобилось всего 92 секунды, чтобы получить красную карточку и дисквалификацию на 3 матча, в первом для команды матче сезона 2010/11.
19 августа 2011 года официальный сайт эмиратского клуба сообщил о том, что он достиг соглашения с «Кёльном» о трансфере Мохамада в свой клуб.